# 333
Năm 333 là một năm trong lịch Julius.

## Mất
- Thạch Lặc, vị vua sáng lập nước Hậu Triệu cai trị phần lớn miền bắc Trung Quốc thời Ngũ Hồ Thập lục quốc (sinh 274)